# NK Zrinski Stari Grad
NK Zrinski iz Starog Grada, otok Hvar, bio je hrvatski nogometni klub.
Osnovali su ga nakon prvog svjetskog rata dominikanci za potrebe svojih učenika. Klub se zbog zabrane rada gasi 1919. godine.
Klub je imao prugaste dresove (vodoravne pruge).